# Pinet (Spagna)
Pinet è un comune spagnolo di 202 abitanti situato nella comunità autonoma Valenciana.